# 1987年千葉地震
1987年千葉地震（日語：1987年千葉県東方沖地震）是指1987年12月17日发生于日本千葉縣近海的一场地震。该次地震震中位于北纬35.4度・东经140.5度，震级为Mj 6.7级、MW 6.7级，震源深度约58千米，最大震度5。

## 构造背景

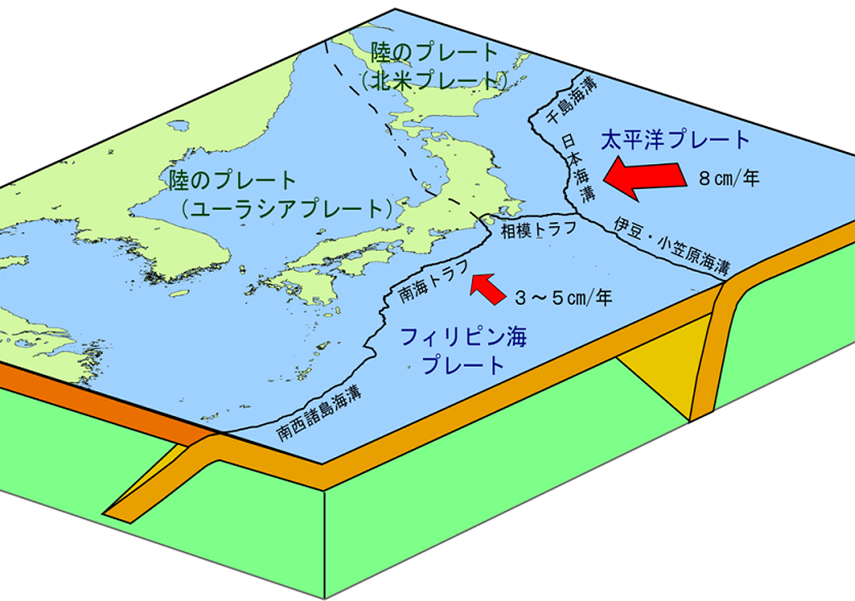
日本列岛周围的板块

日本列岛地处欧亚大陆板块、北美洲板块、太平洋板块和菲律宾板块四个板块的交界处，是组成环太平洋火山地震带的一部分。太平洋板块、北美洲板块和欧亚大陆板块、菲律宾板块互相碰撞，使得日本列岛逐渐从海底突起，这使得日本附近地区火山、地震等自然灾害频发。而千葉县近海位于北美板块和菲律宾板块和太平洋板块的接壤处，是日本地震频繁的地区之一。

## 烈度
| 震度 | 都道府県 | 観測所                     |
| ---- | -------- | -------------------------- |
| 5    | 千葉県   | 勝浦・千葉・銚子           |
| 4    | 茨城県   | 柿岡・水戸                 |
| 4    | 埼玉県   | 熊谷                       |
| 4    | 千葉県   | 館山                       |
| 4    | 東京都   | 東京                       |
| 4    | 神奈川県 | 横滨                       |
| 4    | 山梨県   | 河口湖                     |
| 4    | 静岡県   | 熱海                       |
| 3    | 福島県   | 小名滨・白河               |
| 3    | 栃木県   | 宇都宮・日光               |
| 3    | 群馬県   | 前橋                       |
| 3    | 埼玉県   | 秩父                       |
| 3    | 東京都   | 大島・八丈島・三宅島・新島 |
| 3    | 山梨県   | 甲府                       |
| 3    | 長野県   | 飯田・輕井澤               |
| 3    | 静岡県   | 靜岡・三島                 |

## 影响
日本频发重大地震灾害，日本将地震灾害死者的死因分为两大类。一类是直接死，即因地震及其伴生的次生灾害，如火山、海啸、泥石流等砸压、窒息、休克、火烧、溺水等直接造成的人员死亡；另一类是间接死，如震后居民的生活条件、生活环境突变，患病者病情恶化以及应激反应、过度疲劳、自杀、孤独死、饥寒交迫等造成人员死亡。而1987年千葉地震共造成2人死亡，138人受傷。道路也受到相當大的破壞。

## 外部連結
- 千葉県東方沖地震災害調査報告PDF